# Serrasalmus hastatus
Serrasalmus hastatus is een straalvinnige vissensoort uit de familie van de echte piranha's (Serrasalmidae). De wetenschappelijke naam van de soort is voor het eerst geldig gepubliceerd in 2001 door Fink & Machado-Allison.